# Saxifraga elliotii
Saxifraga elliotii är en stenbräckeväxtart som beskrevs av H. Sm.. Saxifraga elliotii ingår i Bräckesläktet som ingår i familjen stenbräckeväxter. Inga underarter finns listade i Catalogue of Life.